# Sverre Fehn

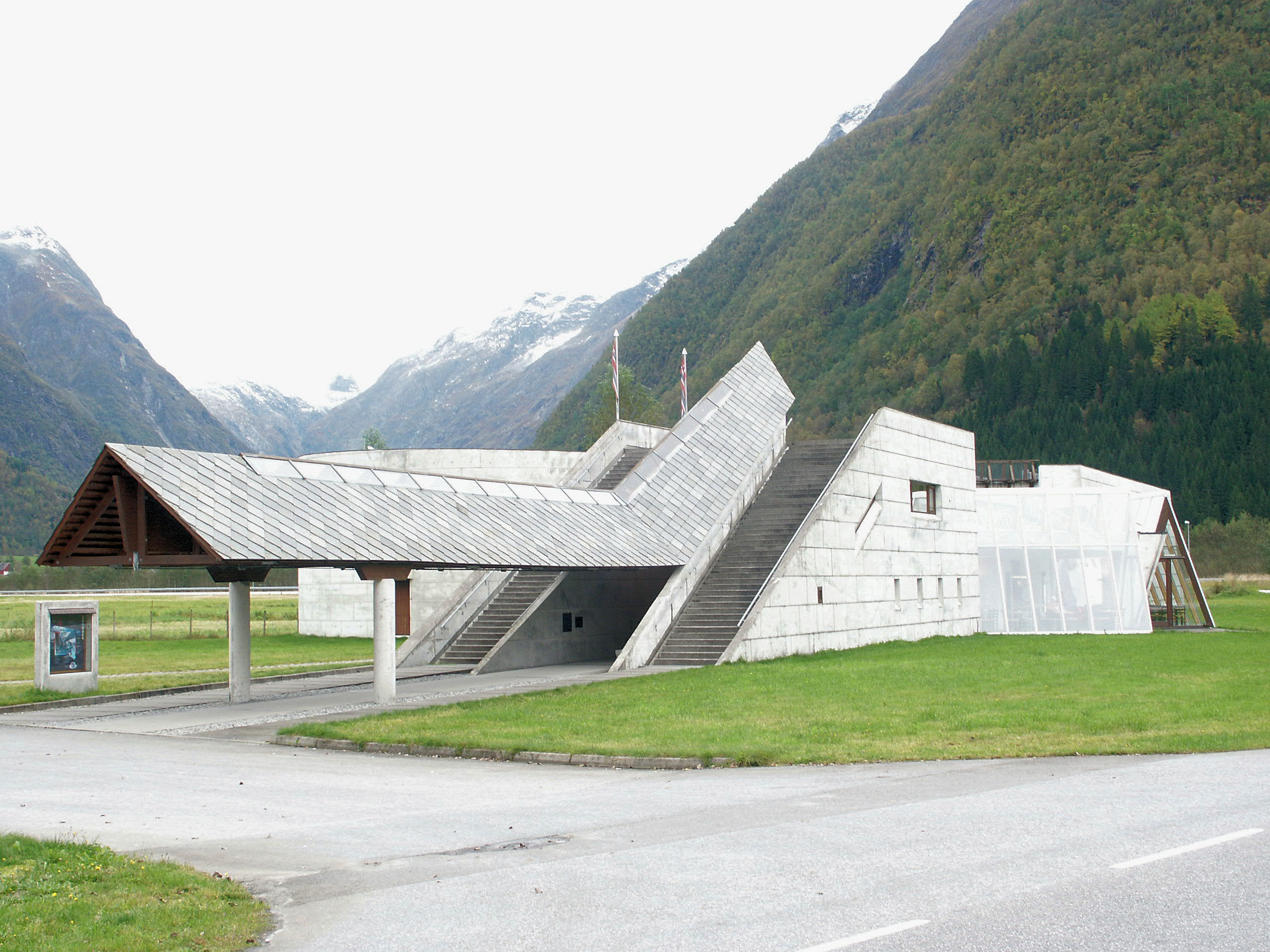
Muzeum Norweskie w Fjærland, Norway.
Zdjęcie Frode Inge Helland.

Sverre Fehn (ur. 14 sierpnia 1924 w Kongsbergu, zm. 23 lutego 2009) – norweski architekt modernistyczny, laureat Nagrody Pritzkera w 1997.

## Młodość
Fehn studiował architekturę w Oslo i w 1949 uzyskał dyplom, po czym założył własne biuro. W latach 1952–1953 odbył podróż po Maroku, a w latach 1953-1954 współpracował z Jeanem Prouvé w Paryżu.

## Kariera
W wieku 34 lat zdobył międzynarodowe uznanie projektem Pawilonu Norweskiego na wystawę światową w Brukseli w 1958. Architektura Fehna przywołuje podstawowe formy i wzorce. W latach 60. jego projekty posiadały jasną, ortogonalną i zwartą organizację rzutu, później projektował bardziej swobodnie, jednak krytyka jego projektów ze strony postmodernistów załamała jego karierę na kilkanaście lat.

## Literatura
- The Secret of the Shadow: Light and Shadow in Architecture (Sekret Cienia: Światło i Cień w Architekturze), 2002 z rysunkami Sverre Fehna
- Sverre Fehn, The poetry of the straight line (Poezja prostej linii), 1992

## Główne dzieła
- Pawilon Norweski na wystawę światową w Brukseli, 1958
- Pawilon Nordycki na Bennale w Wenecji, 1958-1962
- Muzeum Hamar Bispegard w Hamarze, 1967–1979
- Tegelsteinhuset w Bærum, 1987
- Norweskie Muzeum Lodowców w Fjaerland, 1992
- Muzeum Aukrust w Alvdal, 1992–1996

## Nagrody
- 1993 Złoty medal francuskiej akademii architektury
- 1997 Nagroda Pritzkera
- 1997 Złoty Medal im. Heinricha Tessenowa
- 1998 Norweska Nagroda Kultury
- 2001 Medal dla najlepszego norweskiego architekta
- 2003 Nagroda Andersa Jahresa

## Odznaczenia
- Medal Księcia Eugeniusza (1970)[1]
- Komandor Orderu Świętego Olafa (1994)[2]